# Chironomus prior
Chironomus prior är en tvåvingeart som beskrevs av Butler 1982. Chironomus prior ingår i släktet Chironomus och familjen fjädermyggor.
Artens utbredningsområde är Alaska. Inga underarter finns listade i Catalogue of Life.